# Керчь (аэропорт)
Аэропорт Керчь, Войково (ИАТА: KHC, ИКАО: UKFK) — аэропорт, расположенный на северо-западе города Керчь, единственный гражданский аэропорт Восточного Крыма. Последний начальник аэропорта Керчь Яковлев Николай Петрович 

## История
Аэропорт Керчь, занимает площадь 320 га, функционирует с 1944 года. Под лётным полем находятся выработки Туркменских каменоломен, которые разрабатывались в конце XIX - в начале XX века, входы в которые находятся севернее.
В 70-80 годах, ещё до распада СССР, региональные авиационные перевозки были важной составляющей инфраструктуры Крыма. Воздушное сообщение связывало Керчь с несколькими аэропортами страны. В их числе были Симферополь, Киев, Запорожье, Краснодар, и Москва. Ежедневные рейсы в областной центр осуществлялись дважды в день на самолёте Л-410.
После распада СССР из Керчи осуществлялись авиационные перевозки в Киев и Москву самолётами Ан-24. В 2001 году аэропорт был передан в коммунальную собственность, а в 2007 года городские власти Керчи пытались его продать.
В 2007 году компания Евролайн начала полеты из аэропорта Керчь в Атырау (Казахстан) и Киев (Жуляны) (Украина). Полёты прекратились в 2008 году из-за низкого спроса и неприбыльности рейсов.
Керченская власть в марте 2011 заявила о намерении вновь выставить на продажу целостный имущественный комплекс КП «Аэропорт» Керчь. Начальную цену планировали установить в размере 27 млн грн.
После аннексии Крыма Россией в 2014—2015 годах неоднократно обсуждалась возможная реконструкция аэропорта в связи с транспортной недоступностью Крыма для россиян и перегруженностью аэропорта Симферополя. По состоянию на июнь 2016 года конкретные решения все ещё не приняты.
В 2014 году использовался, как накопительная площадка для автотранспорта, ожидающего очереди на паромную переправу.
В конце апреля 2018 года возобновил работу. Принимаются вертолёты и малые частные самолёты.

## Происшествия
13 ноября 1971 года самолёт Ан-24Б (CCCP-46378) компании Аэрофлот зацепил линию электропередач при заходе на посадку. 6 человек погибли, самолёт был списан из-за сильных повреждений.